# Huis te Warmelo
La Huis te Warmelo era una fregata da 44 cannoni in servizio nella marina olandese tra il 1708 e il 1715.

## Storia
La fregata Huis te Warmelo  fu costruita a Medemblik, nei Paesi Bassi, da Cornelis Willemszoon Blaauwevlag come nave da guerra per conto dell'Ammiragliato del Quartiere del Nord, che per sostituire le navi da guerra troppo vecchie o quelle perdute aveva ordinato la costruzione di cinque navi, in due lotti, tra cui il vascello da 64 cannoni Zantvoort. Appartenente al secondo lotto, la fregata fu ordinata il 1 ottobre 1708 al costo di 29.500 fiorini per lo scafo e poco altro, impostata nell'autunno dello stesso anno, e venne varata nel corso dell'estate del 1709. All'epoca appalti pubblici per la costruzione di nuove navi da guerra erano una pratica comune nella Frisia occidentale. La Huis te Warmelo fu ispezionata il 17 settembre 1709, ed a eccezione di alcune piccole imperfezioni soddisfaceva i requisiti dell'Ammiragliato.  La fregata era dotata di 3 alberi e 40-44 cannoni, era lunga 35,38 metri, larga di 9,97 metri e aveva un pescaggio di 4,31 metri.
Le dimensioni delle navi da guerra olandesi erano limitate soprattutto dalle acque poco profonde presenti al largo delle coste olandesi e negli approcci ai porti della Repubblica delle Sette Province Unite. Ciò dettava anche la forma dello scafo, con le navi olandesi che avevano il fondo dello scafo più piatto e quindi un pescaggio minore rispetto alle loro contemporanee di altri paesi.
Lo scoppio della Grande guerra del nord (1700-1721) tra l'Impero russo di Pietro il Grande e la Svezia di re Carlo XII rese i commerci via mare nel Mar Baltico insicuri, con i capitani olandesi che invece di effettuare due viaggi all'anno nel Baltico ne facevano uno solamente. Nel 1715 la Huis te Warmelo fu schierata con altre undici navi da guerra olandesi per consentire a 200 navi mercantili olandesi presenti nel Mar Baltico, dove infuriava la guerra tra l'Impero russo e la e Svezia, di rientrare sane e salve in Patria. La spedizione aveva due scopi, uno ufficiale, quello di portare i convogli mercantili oltre lo stretto di Oresund verso est, tentando così di rompere il blocco svedese, e uno clandestino per condurre una ultima campagna navale contro il blocco svedese nel Baltico meridionale. La flotta lasciò la rada di Texel il 1 giugno 1715, e nello stretto di Oresund si unì ad una squadra navale inglese. L'ammiraglio John Norris era salpato dall'ancoraggio del Nore, in Inghilterra, il 18 maggio, al comando di 18 navi di linea che scortavano inizialmente 60 navi mercantili da Londra e dai porti meridionali, altre 25 si unirono alla formazione dai porti settentrionali, in particolare da Hull e Newcastle, quando la flotta era al largo della Norvegia meridionale. Il convoglio olandese si trovava già all'Oresund quando Norris vi arrivò il 10 giugno.
Gli ufficiali di grado più alto della flotta combinata erano l'ammiraglio britannico Sir John Norris e il contrammiraglio Lucas de Veth dell'Ammiragliato di Amsterdam. La flotta combinata, insieme al convoglio mercantile, salpò da Copenaghen il 17 giugno, e favorito da una leggera brezza oltrepassò Bornholm due giorni dopo per raggiungere Danzica il giorno 24. A Danzica le 13 navi dirette a quel porto furono scaricate e il convoglio proseguì verso nord seguendo una rotta a est lungo la costa baltica. Ventiquattro navi raggiunsero Königsberg, poi 123 arrivarono a Riga, insieme a 4 navi da guerra, e 27 navi olandesi si fermarono a Reval. Il resto del convoglio, 18 olandesi e 36 navi britanniche arrivarono a San Pietroburgo, e tra queste vi erano le 10 navi che dovevano imbarcare un totale di 1.200 tonnellate di canapa ordinate per il Navy Board di Londra. L'ultima tappa da Reval a San Pietroburgo era molto difficile a causa delle acque poco profonde e delle rocce sparse al di là dell'isola di Hogland.  Il convoglio fu quindi scortato da 5 navi da guerra britanniche fino a Hogland, con le 4 navi più grandi che poi rientrarono a Reval lasciando di scorta ai mercantili la fregata britannica Mermaid.  (Grainger 2014, 82-85). Secondo il diario di bordo della Siren, il convoglio era scortato da 2 navi da guerra olandesi e 3 britanniche fino a Hogland.
Il 5 agosto quattro navi da guerra salparono per incontrarsi a Gogland e si ancorarono al lato est dell'isola il 6 agosto, aspettando l'arrivo delle navi da San Pietroburgo. La Mermaid e le navi mercantili arrivarono a Gogland il 24 agosto. Il diario di bordo della nave fregata britannica mostra che soffiava un forte vento da nord-est, con forti piogge che consentivano una cattiva visibilità. Subito dopo la mezzanotte la fregata Huis te Warmelo, al comando del capitano François de Groot, di Alkmaar, colpì le rocce sommerse "Nannings Rutzen" nel Golfo di Finlandia vicino al faro di Kalbådagrund, al largo della costa di Porvoo, Finlandia, iniziando ad imbarcare rapidamente acqua. Dalla fregata olandese furono sparati tra colpi di cannone come richiesta di soccorso, che non fu compresa dalle navi da guerra britanniche. Quando la Huis te Warmelo raggiunse acque più profonde affondò rapidamente. Dei 200 membri dell'equipaggio, 125 persero la vita, mentre 75 furono salvati in mare da' mercantili inglesi. La marina olandese segnò su una mappa il luogo dell'affondamento con una croce con la scritta: Hier is het Noord-Hollands oorlogschip op gebleven 1715 (Qui affondò la nave da guerra dell'Olanda Settentrionale nel 1715).

### Relitto
Il relitto è stato scoperto a una profondità di 62 metri (203 piedi 5 pollici) dalla Marina finlandese nel 2005. Era ancora in perfetto stato e giaceva in posizione verticale sul fondo del mare. Anche una parte di uno dei 3 alberi era ancora in posizione eretta e alcuni cannoni erano posizionati al loro posto sul ponte di legno.  Il relitto è così ben conservato a causa dell'ambiente, caratterizzato principalmente dalla bassa salinità, dalle temperature fredde e dalla scarsità di ossigeno nell'acqua a questa profondità, che hanno contribuito a garantire che lo scafo in legno della nave rimanesse in buone condizioni.
La nave è stata identificata solo nel 2015, dopo che uno storico aveva trovato la mappa su cui la marina olandese aveva contrassegnato il sito del relitto e si è scoperto che solo una nave da guerra olandese era affondata quell'anno, la Huis te Warmelo. La nave ha attirato l'attenzione dei media nel marzo 2016 quando è stato rivelato che la nave sconosciuta aveva finalmente un nome e in quali condizioni era stata trovata. È la nave della Marina olandese meglio conservata trovata fino ad oggi e sul relitto verranno condotte ulteriori indagini.

### Annotazioni
1. ↑  Il nome della nave deriva da Warmelo, un castello nell'Overijssel di proprietà di uno dei direttori dell'Ammiragliato, Joan Albert Gabriel Sloet.
2. ↑  Alcune settimane dopo l'Ammiragliato di Amsterdam approvò la consegna degli alberi per la nuova nave.

### Fonti
1. 1 2 3  Tree Decks.
2. 1 2 3 4  Wrecksite.
3. 1 2 3 4 5 6 7 8 9 10 11 12 13 14 15  Fregathuistewarmelo.
4. ↑  Bender 2014, pp. 66-36.
5. ↑  Tielhof 2002, p. 214.
6. ↑  Aldridge 2009, p. 63.
7. ↑  Grainger 2014, p. 83.
8. ↑  Grainger 2014, pp. 82-85.
9. ↑  Fregathuistewarmelo.